# Velocidad de grupo
La velocidad de grupo de una onda es la velocidad con la que las variaciones en la forma de la amplitud de la onda (también llamada modulación o envolvente) se propagan en el espacio. La velocidad de grupo se define como la relación:

{\displaystyle v_{g}\equiv {\frac {\partial \omega }{\partial k}}}

donde:
vg es la velocidad de grupo;
ω es la frecuencia angular de la onda; y,
k es el número de onda.
La función ω(k), que proporciona ω en función de k, se conoce como la relación de dispersión. Si ω es directamente proporcional a k, entonces la velocidad de grupo es exactamente igual a la velocidad de fase, como en el caso de las ondas electromagnéticas cuando se propagan en el vacío. En caso contrario, la forma de la onda se distorsionará a medida que la misma se propague. Esta dispersión, debida a las diferentes velocidades de fase de los distintos componentes de la onda, es un efecto importante en la propagación de señales a través de fibra óptica y en el diseño de pulsos cortos de láser.
La idea de una velocidad de grupo distinta de la velocidad de fase de una onda fue propuesta por primera vez por W.R. Hamilton en 1839, y el primer tratamiento del mismo fue por Rayleigh en su "Teoría del Sonido" en 1877.